# 金沢悦子
金沢 悦子（かなざわ えつこ）は、日本の実業家、著述家。女性向けキャリアスクール「はぴきゃりアカデミー」代表。

## 概要
1991年、株式会社リクルート（現、株式会社リクルートホールディングス）に入社。 1994年、株式会社キャリアデザインセンターに参画。2001年、総合職女性向け転職誌「ワーキングウーマンタイプ（現ウーマンタイプ）」の編集長に就任。
2005年に独立し、統計心理学i-colorを活用した女性のキャリア支援スクール「はぴきゃりアカデミー」を運営。2014年より、川崎貴子、トイアンナと共に女性向け婚活予備校「魔女のサバト」を主催している。

## 著書
- ハッピーキャリアのつくりかた（ダイヤモンド社、2006年）
- 愛されて仕事がうまくいく女になる４３のヒント（サンマーク出版、2012年）
- 「働くママ」の仕事術 自分らしいキャリアも幸せも手に入れる！（かんき出版、2015年）
- 人見知りでも「人脈が広がる」ささやかな習慣（実務教育出版、2015年）
- 図解 自分をアップデートする 仕事のコツ大全（講談社文庫、2019年）
- やっぱり結婚しなきゃ! と思ったら読む本: 35歳からのナチュ婚のすすめ（川崎貴子、トイアンナとの共著、2021年）